# Thug Mentality 1999
Thug Mentality 1999 – debiutancki album Krayzie Bone'a, wydany 6 kwietnia 1999 roku nakładem wytwórni Ruthless. Jest to wydanie dwupłytowe.
Lista utworów:

## Disc 1
| #  | Utwór                            | Producent                           | Występ Gościnny                    |
| -- | -------------------------------- | ----------------------------------- | ---------------------------------- |
| 1  | Intro ( Thug Invasion )          |                                     |                                    |
| 2  | Heated Heavy                     | Krayzie Bone                        |                                    |
| 3  | Paper                            | Krayzie Bone                        |                                    |
| 4  | The Messenger ( Skit )           |                                     |                                    |
| 5  | Payback Iz A Bitch               | Erik "E" Nordquist                  | Bam                                |
| 6  | ( Relay ) Thugline               | Nightfiend                          | Relay                              |
| 7  | Dummy Man ( Skit )               |                                     |                                    |
| 8  | Dummy Man                        | Romeo Antonio                       |                                    |
| 9  | Thugz All Ova Da World           | Nightfiend                          | Treach                             |
| 10 | Street People                    | Erik "E" Nordquist                  | Niko                               |
| 11 | Pimpz, Thugz, Hustlaz & Gangstaz | T-Mix                               | 8 Ball & MJG & Layzie Bone         |
| 12 | Da Bullshit ( Skit )             |                                     |                                    |
| 13 | Drama                            | Tony "C"                            |                                    |
| 14 | World War                        | Erik "E" Nordquist                  |                                    |
| 15 | The War Iz On                    | Steve Pageot & Dewey "Duke" Sanders | Snoop Dogg, Kurupt & Layzie Bone   |
| 16 | When I Die                       | KayGee & Falonte Moore              | Fat Joe, Big Punisher & Cuban Link |
| 17 | Thug Alwayz                      | Rater & DJ Nasty                    | Bone Thugs-n-Harmony               |
| 18 | Thug Mentality                   | Michael Seifert                     |                                    |

## Disc 2
| #  | Utwór                           | Producent                     | Występ Gościnny                             |
| -- | ------------------------------- | ----------------------------- | ------------------------------------------- |
| 1  | Murda Won't Stop ( Skit )       |                               |                                             |
| 2  | Where My Thugz At               | DJ U-Neek                     |                                             |
| 3  | Smokin' Budda                   | Gusto "40" Moss               |                                             |
| 4  | Knieght Rieduz ( Here We Come ) | Nightfiend                    | Knieght Rieduz                              |
| 5  | Try Me                          | Alex Marlow                   |                                             |
| 6  | Theze Dayz                      | Erik "E" Nordquist            | K-Mont, Asu & Bam                           |
| 7  | Silent Warrior                  | Romeo Antonio                 |                                             |
| 8  | Shoot The Club Up               | Anthony President & Brainz    |                                             |
| 9  | Silence                         | Tombstone & Romeo Antonio     | Graveyard Shift                             |
| 10 | Look At You Now ( Skit )        |                               |                                             |
| 11 | Won't Ez Up Tonight             | Nightfiend                    |                                             |
| 12 | Sad Song ( Skit )               |                               |                                             |
| 13 | I Still Believe                 | Damizza                       | Mariah Carey                                |
| 14 | We Starvin'                     | T-Mix                         | E-40 & Gangsta Boo                          |
| 15 | Smoke & Burn                    | Krayzie Bone & Leiahola Jones | Up In Clouds                                |
| 16 | Power                           | Krayzie Bone                  | Thug Queen                                  |
| 17 | That's The Way                  | Michael Seifert               |                                             |
| 18 | Armageddon                      | Romeo Antonio                 | Souljah Boy, Mo! Hart, Thug Queen & Felecia |
| 19 | Murda Mo                        | Krayzie Bone                  |                                             |
| 20 | Revolution                      | Stephen Marley                | The Marley Brothes                          |